# Осиново (Харьковская область)
Оси́ново (укр. Осиново; до 2016 г. Петро́вка, до 1919 г. Белоцерко́вка) — село, Петровский сельский совет, Купянский район, Харьковская область, Украина.
Код КОАТУУ — 6323785001. Население по переписи 2001 года составляет 881 (410/471 м/ж) человек.
Является административным центром Петровского сельского совета, в который, кроме того, входят сёла
Болдыревка,
Осадьковка,
Пойдуновка,
Прокоповка,
Стенка и
Тамаргановка.

## Географическое положение
Село Осиново находится на реке Сенек (в основном на левом берегу) в месте впадения её в реку Оскол.
Выше по течению на расстоянии в 2 км расположены сёла Тамаргановка и Стенка,
на противоположном берегу расположены сёла Болдыревка и Прокоповка.
На противоположном берегу руки Оскол расположены посёлки Купянск-Узловой и Ковшаровка.
Рядом проходит автомобильная дорога Т-2109.
Через село проходит железная дорога, станции Платформа 130 км и Осиново.

## История
- 1709 — дата основания[2].
- 1919 — переименовано в село Петровка.
- 2016 — переименовано в село Осиново.

## Экономика
- Молочно-товарная ферма.

## Объекты социальной сферы
- Школа.

## Достопримечательности
- Братская могила советских воинов. Похоронено 21 воин.